# Liste der Mitglieder der Deutschen Akademie der Naturforscher Leopoldina/1943
Die Liste der Mitglieder der Deutschen Akademie der Naturforscher Leopoldina für 1943 listet alle Personen, die im Jahr 1943 zum Mitglied berufen wurden. Insgesamt gab es sechsundzwanzig neu gewählte Mitglieder.

## Neu gewählte Mitglieder 1943
| Nr.* | Name                   | Geboren       | Aufnahme | Gestorben     | Sektion                                      | Bild                   | Datenbank              |
| ---- | ---------------------- | ------------- | -------- | ------------- | -------------------------------------------- | ---------------------- | ---------------------- |
|      | Wilhelm Blaschke       | 13. Sep. 1885 |          | 17. März 1962 | Mathematik                                   | Wilhelm Blaschke       | Wilhelm Blaschke       |
|      | August Bostroem        | 17. Juli 1886 |          | 3. Feb. 1944  | Psychiatrie, Med. Psychologie und Neurologie |                        | August Bostroem        |
|      | Ugo Cerletti           | 26. Sep. 1877 |          | 25. Juli 1963 | Psychiatrie, Med. Psychologie und Neurologie |                        | Ugo Cerletti           |
|      | Julius Dörffel         | 1900          |          | 1953          | Dermatologie                                 |                        | Julius Dörffel         |
|      | Hans Dörries           | 12. Juli 1897 |          | 9. Mai 1945   | Geographie                                   |                        | Hans Dörries           |
|      | Georg C. E. Friederici | 28. Jan. 1866 |          | 15. Apr. 1947 | Geographie                                   |                        | Georg C. E. Friederici |
|      | Erwin Fues             | 17. Jan. 1893 |          | 17. Jan. 1970 | Physik                                       |                        | Erwin Fues             |
|      | Alfred Gigon           | 24. Sep. 1883 |          | 25. Juli 1975 | Innere Medizin                               |                        | Alfred Gigon           |
|      | Otto Girndt            | 31. Aug. 1895 |          | 30. Apr. 1948 | Pathologie                                   |                        | Otto Girndt            |
|      | Erich Hecke            | 20. Sep. 1887 |          | 13. Feb. 1947 | Mathematik                                   | Erich Hecke            | Erich Hecke            |
|      | Wilhelm Hiller         | 2. Feb. 1899  |          | 31. Juli 1980 | Geophysik und Meteorologie                   |                        | Wilhelm Hiller         |
|      | Friedrich Hund         | 4. Feb. 1896  |          | 31. März 1997 | Physik                                       |                        | Friedrich Hund         |
|      | Gösta Häggqvist        | 1891          |          | 1972          | Anatomie                                     |                        | Gösta Häggqvist        |
|      | Hans Kienle            | 22. Okt. 1895 |          | 15. Feb. 1975 | Astronomie und Astrophysik                   |                        | Hans Kienle            |
|      | Jakob Klaesi           | 29. Mai 1883  |          | 17. Aug. 1980 | Psychiatrie, Med. Psychologie und Neurologie |                        | Jakob Klaesi           |
|      | István Környey         | 1901          |          | 1988          | Psychiatrie, Med. Psychologie und Neurologie |                        | István Környey         |
|      | Alfred Nitschke        | 1898          |          | 1960          | Pädiatrie                                    |                        | Alfred Nitschke        |
|      | Albrecht Peiper        | 23. Okt. 1889 |          | 7. Okt. 1968  | Chirurgie                                    | Albrecht Peiper (1953) | Albrecht Peiper        |
|      | Giovanni Petragnani    | 1893          |          | 1969          | Mikrobiologie und Immunologie                |                        | Giovanni Petragnani    |
|      | Boris Rajewsky         | 19. Juli 1893 |          | 22. Nov. 1974 | Biochemie und Biophysik                      |                        | Boris Rajewsky         |
|      | Erwin Scheu            | 13. März 1886 |          | 28. Nov. 1981 | Geographie                                   |                        | Erwin Scheu            |
|      | Gerhard Schrader       | 9. Juli 1900  |          | 10. Mai 1949  | Gerichtliche Medizin                         |                        | Gerhard Schrader       |
|      | Wilhelm Süß            | 7. März 1895  |          | 21. Mai 1958  | Mathematik                                   | Wilhelm Süss, ca. 1954 | Wilhelm Süß            |
|      | Heinrich Vogt          | 5. Okt. 1890  |          | 23. Jan. 1968 | Astronomie und Astrophysik                   |                        | Heinrich Vogt          |
|      | Heinz (Heinrich) Zeiss | 12. Juli 1888 |          | 23. März 1949 | Mikrobiologie und Immunologie                |                        | Heinz (Heinrich) Zeiss |
|      | Max de Crinis          | 29. Mai 1889  |          | 2. Mai 1945   | Psychiatrie, Med. Psychologie und Neurologie |                        | Max de Crinis          |

* Die Matrikelnummern sowie das genaue Wahldatum der aufgelisteten Akademiemitglieder sind nicht aus dem online gestellten Mitgliederverzeichnis der Akademie ersichtlich. Akademische Titel sind im Mitgliederverzeichnis einsehbar.